# Abetone
Abetone – miejscowość i gmina we Włoszech, w regionie Toskania, w prowincji Pistoia.
Według danych na rok 2004 gminę zamieszkiwało 707 osób, 22,8 os./km².
1 stycznia 2017 gmina została zlikwidowana.